# Adeline André
Adeline André, née en 1949 à Bangui en Afrique-Équatoriale française, est une créatrice de mode, grande couturière et membre de la Chambre syndicale de la haute couture.

## Biographie
En 1968 elle s'inscrit à l'École de la chambre syndicale de la couture parisienne. Après l'obtention de son diplôme, elle entre en 1970 au sein de la maison Christian Dior comme assistante de Marc Bohan pour les collections haute couture et de prêt à porter aux côtés de Philippe Guibourgé. En 1976, après avoir travaillé avec Louis Féraud et Castelbajac, elle réalise la première collection sous son nom pour Créateurs & Industriels (fondé par Didier Grumbach). En 1981 elle crée, rue d'Aboukir puis rue Léopold Bellan, sa propre maison avec le financement de Nicolas Puech, dont elle est designer en chef. Dans la même année elle enregistre son fameux Three Sleeve Holes (vêtement à trois emmanchures où l'habit est tenu fermé par le bras) auprès de l'Institut National de la Propriété Industrielle. Puis en 1982 également auprès de la World Intellectual Property Organization. Des exemples de ce modèle font partie de collections de musées tels le Palais Galliera à Paris, le Fashion Institute of Technology à New York et le Fashion et Design Museum de Lisbonne. 
Toujours en quête de la simplicité, le travail d'Adeline André se résume dans une recherche, expérimentation de nouvelles coupes de vêtements : « robe pantalon tourné », « robe jambe libre », « robe dos décapotable » notamment, en 1996 « une maille aux bords roulants » etc. 
En 1987, elle arrête la diffusion de ses collections de prêt-à-porter pour se consacrer exclusivement au sur-mesure, lançant en 1992 le concept du « topofwear » présentations privées et itinérantes dans des galeries, ateliers ou salons de ses amis à Paris, Londres et New York[réf. nécessaire]
En mai 1997, Adeline André devient « Membre invité », et en janvier 2005 « Membre permanent » de la Chambre syndicale de la haute couture bénéficiant de l’appellation haute couture.
En 2012, Didier Grumbach lui remet les insignes de Chevalier dans l'ordre national de la Légion d'honneur.
Adeline André enseigne les couleurs à l'École de la chambre syndicale de la couture parisienne, participe à des expositions dans des galeries et musées et crée des costumes pour des ballets, des pièces de théâtre et des opéras.

## Prix et récompenses
- 1997 : Officier de l’Ordre des Arts et des Lettres[4]